# Ермінія Дель Оро
Ермінія дель Оро (італ. Erminia Dell'Oro, 4 квітня 1938, Асмера, Італійська Еритрея) — еритрейська й італійська письменниця.

## Біографія
Ермінія дель Оро народилася 4 квітня 1938 року в еритрейському місті Асмера. Її дід по лінії батька переїхав до Еритреї з Ломбардії у 1896 році на тлі італійської колоніальної пропаганди.
Дель Оро провела в Еритреї перші 20 років життя. Вона мала італійське громадянство і вивчала Італійську мову, але росла в космополітичному середовищі: її мати мала єврейське походження, а в будинку її сім'ї бували грек, араб, індус.
У 20 років переїхала в Мілан, маючи намір стати журналісткою. У 1975-1990 роках працювала в міланському книжковому магазині.
Викладає латинь і латинську літературу на факультеті літератури і філософії Університету Сапієнца в Римі. З 1984 року спеціалізується на дослідженні латинської літератури середньовіччя та епохи Відродження. Підтримує зв'язки з Еритреєю, відвідуючи тут друзів і родичів.
Почала літературну діяльність у 1988 році, опублікувавши автобіографічний роман «Асмера, прощай» (Asmara addio). У цьому творі, а також у романах «Покидання: одна еритрейська історія» (L’abbandono: una storia eritrea) і «Квітка Мерари» (Il fiore di Merara) зачіпає тему італійського фашистського колоніалізму в Африці, емігрантів та іммігрантів, описує побут того періоду, співіснування різних рас, культур і релігій.
Крім того, дель Оро — автор численних дитячих і підліткових творів.
В Італії багато років входить у журі конкурсу Eks & tra, який нагороджує розповіді, написані іммігрантами або їхніми дітьми.